# Цепелін (тип дирижаблів)

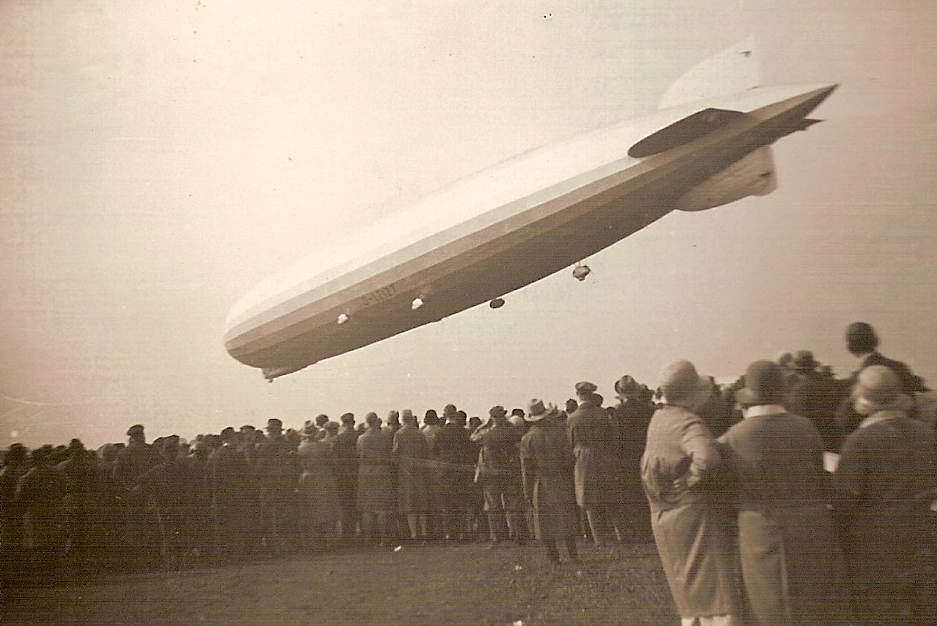
LZ 127 «Граф Цепелін», один із двох дирижаблів, що перевозили пасажирів із Німеччини до США

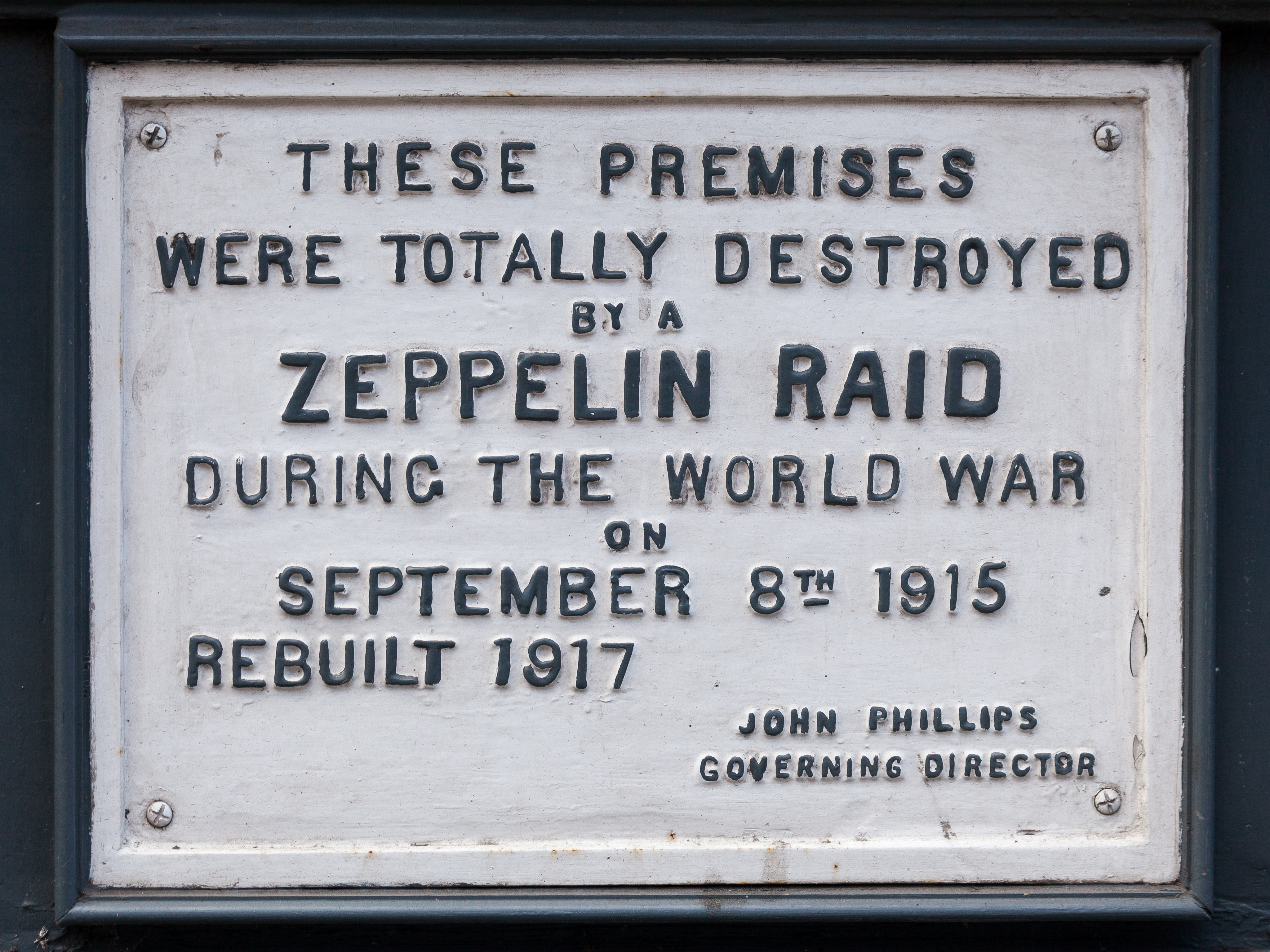
Меморіальна дошка, що увічнює пам'ять про рейд цепелінів часів Першої світової війни, встановлено на Фарінгдон Роуд 61, Лондон

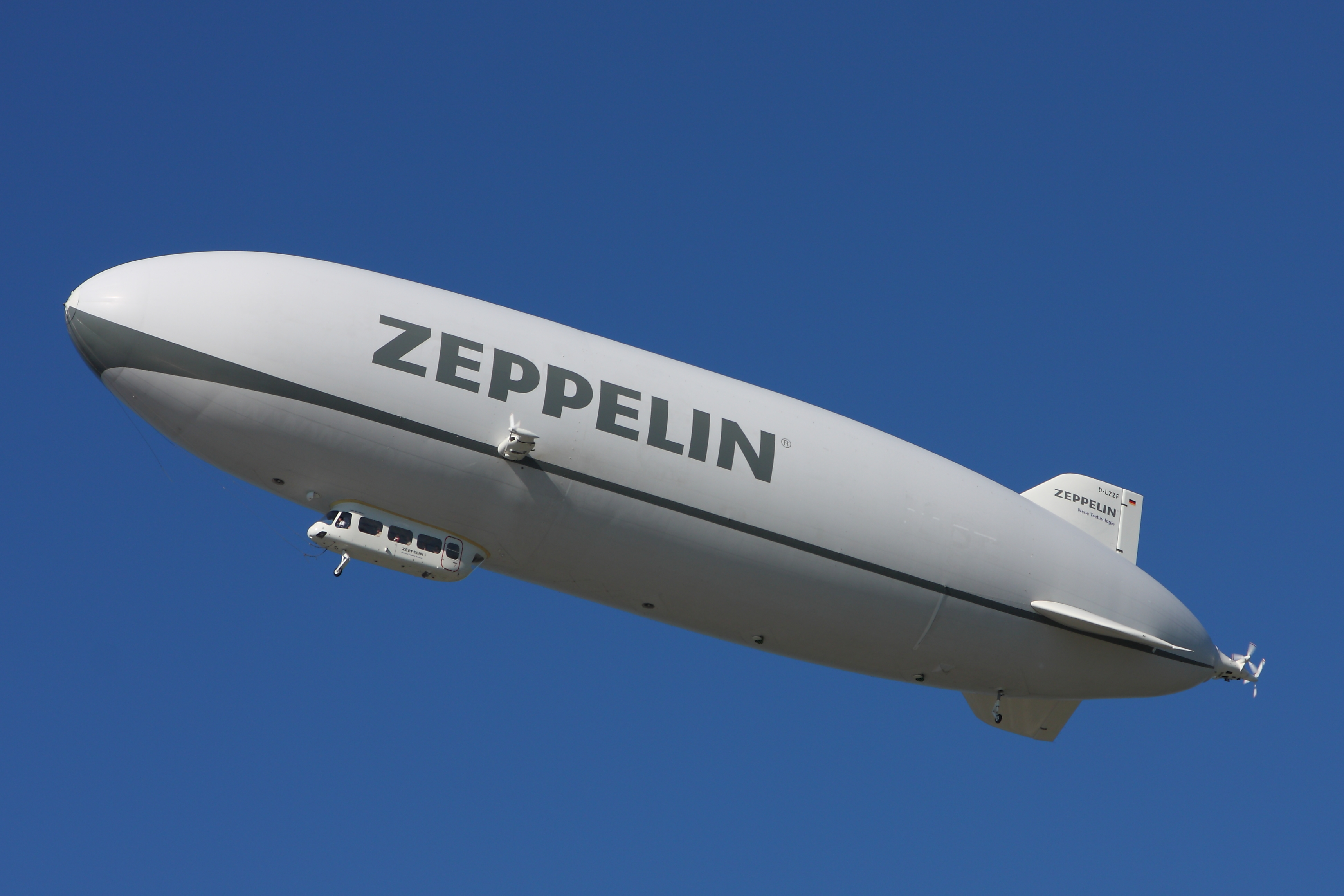
Сучасний наступник цеппелінів минулого — дирижабль напівжорсткої конструкції Zeppelin NT

Цепелі́ни  — тип дирижабля з жорстким каркасом.
Дуже успішна конструкція дирижаблів Цеппеліна робить з них еталони-прототипи дирижаблів із жорстким каркасом, так що власне ім'я Цеппелін стає загальною назвою, таким чином приєднавшись до списку торгових марок, що використовуються як загальні імена. Назва спочатку позначала лише німецькі жорсткі дирижаблі: французький жорсткий дирижабль «Зодіак XII» (побудований Joseph Spiess, перший політ у 1913 році), хоча і був схожий на цепелін, ніколи так не називався.
Жорсткі дирижаблі відрізняються від «м'яких» тим, що вони використовують зовнішню аеродинамічну оболонку, встановлену на жорсткий каркас з кількома окремими відсіками. Кожен відсік містить легший ніж повітря газ (найчастіше водень). Порівняно невеликий відсік для пасажирів та екіпажу додається в основі рами. Кілька двигунів внутрішнього згоряння забезпечують обертання повітряних гвинтів.
Крім створення компанії для побудови літальних апаратів, LZ (Luftschiffbau Zeppelin), яка загалом виробила сто дев'ятнадцять літаків до 1938 року[джерело?], граф фон Цеппелін заснував першу комерційну авіакомпанію у світі, що називалася Delag (Deutsche Luftschiffahrts-AG). Компанії базувалися у Фрідріхшафені (земля Баден-Вюртемберг).
У 1914 році сумніваючись у обґрунтованості концепції дирижаблів, граф створив філію у співпраці з Р. Бошем та Albert Hirth, V.G.O. (Versuchsbau Gotha Ost, Staaken), що створювала «гігантські» бомбардувальники класичної конструкції, а також авіаційний відділ всередині LZ, яким керував Клаудіус Дорньє уповноважений з інноваційних досліджень на металевих літаках.
Коли граф помер у 1917 році, Гуго Еккенер змінює його на чолі компанії. Він мав хист до реклами й був досвідченим капітаном дирижабля. Саме під його керівництвом цепеліни досягають свого піку. Компанія процвітала в 1930-х роках і здійснювала авіаперевезення з Німеччини до США та Південної Америки. Літальний апарат, який досягає найбільшого успіху в цей період, — це LZ 127 «Граф Цепелін», який пролетів загалом більш як півтора мільйона кілометрів і здійснив перший і єдиний в світі політ навколо земної кулі на дирижаблі.
Протягом двадцяти років існування цепелінів всередині авіакомпанії експлуатація цього типу аеростату є досить вигідною, і поїздки здійснюються безпечно, до пожежі Гінденбурга.

## Історія

### Перші цепеліни
Уперше сконструйовані у Німеччині графом Фердинандом фон Цеппеліном на початку XX століття, частково взявши за основу проєкт хорватського піонера авіації Давіда Шварца. Перший цепелін — LZ 1 — здійснив перший політ 2 липня 1900 року на Боденському озері. Завдяки видатному успіху проєкту Цеппеліна, термін цепелін став назагал означати усі жорсткі дирижаблі.
Надалі цепеліни використовували для пасажирських перевезень так само як і з військовою метою. Польоти керувались АТ «Німецьке Повітроплавання» (нім. Deutsche Luftschiffahrts-AG (DELAG)). DELAG була першою комерційною авіакомпанією, що здійснювала регулярні рейси до Першої світової війни. Після спалаху війни німецькі військові широко використовували цепеліни як бомбардувальники і розвідники.
Поразка Німеччини у першій світовій війні тимчасово призупинила розвиток дирижаблів, але під керівництвом Хуго Екенера, наступника графа-небіжчика, цивільні цепеліни пережили ренесанс у 1920-х. Вони досягли свого зеніту у 1930-х, коли дирижаблі LZ 127 «Граф Цепелін» та LZ 129 «Гінденбург» обслуговували регулярні трансатлантичні рейси між Німеччиною і обома Америками.
Катастрофа «Гінденбурга», що сталася 1937 року, «підштовхнула» занепад «повітряних гігантів», хоча були й інші чинники, зокрема політичні проблеми, які також мали вплив на скорочення ери цепелінів.

### Перші кроки
Граф зацікавлюється будівництвом дирижабля в кінці франко-німецької війни 1870 року, після того, як він став свідком використання французами дирижаблів під час облоги Парижа. Він також бачить військове використання цього типу літальних апаратів у 1863 році під час громадянської війни, в якій він брав участь як військовий спостерігач з боку союзників.
Він серйозно розвиває свій проєкт після дострокової відставки з армії в 1890 році, у віці 52 років. 31 серпня 1895 року він подав патент, включаючи основні характеристики майбутньої машини, навіть якщо не всі будуть збережені на стадії будівництва.
- жорсткий алюмінієвий каркас тонкої форми, виготовлений компанією Gustav Selve в Алтоні, виготовленій з балок у формі кілець і поздовжніх балок;
- газовий простір міститься в багатьох циліндричних комірках;
- можливість керування за допомогою елеронів для руля та глибини (висоти);
- дві окремі кабіни жорстко з'єднані з каркасом;
- гвинти, встановлені на висоті максимального опору повітря;
- можливість приєднання декількох літальних апаратів у конвой.

Комітет експертів, якому він представляє свої плани в 1894 році, не зацікавився проєктом, граф був змушений фінансувати самостійно реалізацію цього проєкту. У 1898 році він заснував Gesellschaft Zur Förderng der Luftschiffahrt (компанія для просування польотів на дирижаблі) і вніс більше половини з 800 000 марок початкового капіталу. Він делегує технічну реалізацію інженеру Теодору Коберу, а потім Людвігу Дюрру.
Будівництво першого дирижабля цепелін почалося в 1899 році в плавучому складальному ангарі на озері Констанс у затоці Манзелл у Фрідріхшафені. Місце вибирається для полегшення складної процедури вильоту, оскільки ангар можна було легко розмістити проти вітру. Прототип дирижабля LZ 1 (LZ для «Luftschiff Zeppelin») мав довжину 128 м, мав два двигуни Daimler 14,2 к.с. і зберігав рівновагу, переміщуючи вагу між двома кабінами.
Перший політ Zeppelin відбувся 2 липня 1900 року. Через 18 хвилин LZ 1 змушений приземлитися на озеро після поломки механізму, що дозволяє збалансовувати вагу. Після проведеного ремонту технологія демонструє свій потенціал у наступних польотах, що підвищує до 9 м/с (32,4 км/год) рекорд швидкості 6 м/с (21,6 км/год) французького літального апарата «Франція», але не вдається переконати потенційного інвестора. Вичерпавши свої фінансові ресурси, граф був змушений демонтувати прототип та розпустити компанію.

### Важке народження
Завдяки підтримці ентузіастів аеронавтики ідея фон Цеппеліна отримує другий шанс. Вона може бути розвинена у досить надійну технологію, яку потім можна вигідно використовувати для цивільної та військової авіації.
Пожертви та прибуток від спеціальної лотереї разом із деякими державними коштами та 100 000 марок від самого графа дозволили побудувати LZ 2, який піднявся в перший і останній раз 17 січня 1906 року. Після того, як два двигуни відмовили, він робить вимушену посадку в горах Альгой, де дирижабль, який тимчасово пришвартувався, був непоправно пошкоджений штормом. Його наступник, LZ 3, який об'єднує усі частини LZ 2, які ще можна використовувати, був першим цепеліном, який пролетів на довгих маршрутах загальною довжиною 4398 км протягом 45 польотів до 1908 року. Технологія зацікавлює німецьких військових, ті купили LZ 3, який отримав назву Z I. Він служить тренувальним цепеліном до 1913 року, поки технологічно не застарів і не був переформований.
Армія також хоче придбати LZ 4, але вимагає підтвердження того, що корабель може подорожувати 24 години. Намагаючись виконати це зобов'язання, екіпаж був змушений передчасно приземлитися в Ехтердінгені поблизу Штутгарта. Удень 5 серпня 1908 року порив вітру зриває літальний апарат зі стоянки. Потім він врізався в дерево, загорівся і швидко згорів. Серйозно ніхто не постраждав (хоча двоє механіків, які ремонтували двигуни, вистрибнули з цепеліна), але ця аварія точно поставила б крапку на проєкті, якби глядач із натовпу не вирішив розпочати збір коштів, зібравши вражаючу суму 6 096 555 марок. Ці нові кошти дозволили графу заснувати Luftschiffbau Zeppelin GmbH (Zeppelin Ltd. з будівництва дирижаблів) і заснувати фонд Zeppelin. Таким чином, проєкт відроджується, як фенікс із попелу, а його фінансування гарантовано на тривалий термін.

### Цепеліни перед Першою світовою війною
За роки до початку Першої світової війни, до літа 1914 року, було побудовано 21 цепелін (від LZ 5 до LZ 25).
У 1909 році LZ 6 став першим цепеліном, який використовувався для перевезення пасажирів. Для цього його купує перша авіакомпанія Deutsche Luftschiffahrts-AG (DELAG). Шість інших дирижаблів продані DELAG до 1914 року, і вони отримали імена на додаток до їх виробничих номерів, наприклад, LZ 10 Schwaben (1911), LZ 11 «Viktoria Luise» (1912) і LZ 17 «Sachsen» (1913). Чотири з цих суден були знищені внаслідок нещасних випадків, більшість з них під час переміщення в ангар, не завдавши жодних втрат, як, наприклад, LZ 7, який розбився в Теутберзькому лісі 28 червня 1910.
Загалом дирижаблі DELAG пройшли близько 200 тис. км і перевезли близько 40 тис. пасажирів.
14 інших цепелінів, побудованих до війни, були придбані німецькою армією та флотом, які дали їм номери Z I/II/… та L 1/2/… відповідно. Під час війни армія двічі змінювала спосіб найменування:
- після Z XII переходять на використання номерів LZ,
- пізніше вони додають 30, щоб запобігти оцінці загального виробництва.

Коли почалася Перша світова війна, військові також реквізували три судна DELAG. На цей час вони вже переформували ще три цепеліни (в тому числі LZ 3 «Z I»). Ще п'ять апаратів було втрачено внаслідок аварій, у яких гине двоє людей: шторм затопив цепелін військово-морського флоту LZ 14 «L 1» у Північному морі, потопивши 14 солдатів, а LZ 18 «L 2» спалахує від вибух двигуна, у якому загинув весь екіпаж.
У 1914 році нові цепеліни мали довжину від 150 до 160 м і об'єм від 22 000 до 25 000 м³, що дозволяло їм перевозити близько 9 тонн. Найчастіше вони приводяться в рух трьома двигунами Maybach потужністю близько 300 к.с. кожен, що дозволяє їм розвивати швидкість близько 80 км/год.

### Відділ «Авіація»
Ще в 1913 році — після втрати дирижаблів L-1 і L-2 — Фердинанд фон Цеппелін серйозно сумнівається в цінності дирижаблів і починає цікавитися літаками. У 1914 році його сумніви перетворюються на переконання, і лише під тиском військової влади (реквізиція заводів тощо) Luftschiffbau Zeppelin продовжує розробку дирижаблів. Під керівництвом інженера Клаудіуса Дорньє «авіаційний» відділ (Abteilung Flugzeug названий Abteilung Do) Luftschiffbau Zeppelin побудує між 1914 і 1919 роками гідролітаки, гігантизм яких нічим не поступається однойменним дирижаблям.
З серій SR-I, SR-II, SR-III і SR-IV особливо запам'ятають SR-III, гідролітак для розвідки та полювання на підводні човни, майже повністю металевої конструкції (під впливом Junkers), літальні якості, якого в 1917 році були неперевершеними: корисне навантаження прибл. 2000 кг, загальна вага 10600 кг, швидкість 135 км/год при екіпажі з десяти чоловік і запасі ходу 10-12 годин. Прибувши надто пізно, щоб по-справжньому брати участь у конфлікті, він спочатку уникнув знищення згідно з Версальським договором і використовувався для розмінування Північного моря, завдання у виконанні якого він виявиться дуже надійним.
Досвід, отриманий з цим літаком, потім буде використаний Дорньє у розробці серії гідролітаків (Wal, Do-24), яка буде успішною до закінчення Другої світової війни, деякі з літаків все ще літали в 1960-х роках.

### Цеппеліни в Першій світовій війні

#### Бомбардувальники і розвідники
Цепеліни використовуються як бомбардувальники під час Першої світової війни, але не показують великої ефективності. На початку конфлікту німецьке командування покладає великі надії на ці літальні апарати, оскільки вони, здавалося, мали неперевершені переваги в порівнянні з літаками того часу: вони були майже такі ж швидкі, транспортують більше озброєння, мали більше корисне бомбове навантаження і кращий радіус дії та опір. На той час Німецька імперія мала найкращий флот великих дирижаблів у світі: станом на 1 серпня 1914 року налічувалося дванадцять військових дирижаблів, у тому числі дев'ять гігантських цепелінів із жорсткою конструкцією, які на той час по суті перебували на службі повітряних військ Німецької імперської армії, не враховуючи цивільного флоту (десяток цепелінів), який мілітаризується. Ці переваги не втілюються на практиці.
Перше наступальне застосування цепелінів відбулося лише через два дні після вторгнення до Бельгії, одним літальним апаратом, Z VI, який був пошкоджений вогнем і був змушений здійснити посадку поблизу Кельна. Два інших були збиті в серпні, а один потрапив у полон до французів. Їх використання проти добре захищених цілей у світлий час доби було помилкою, і вище командування втратило впевненість у можливостях цепелінів, передавши їх авіаційній службі ВМС для інших місій.
Основне завдання літальних апаратів — розвідка над Північним і Балтійським морями. Їх великий радіус дії дозволяє військовим кораблям перехоплювати багато кораблів союзників. За всю війну було здійснено 1200 розвідувальних вильотів. Повітряна служба Імперського флоту Німеччини також здійснює низку стратегічних нальотів проти Британії, показуючи шлях у бомбових операціях і змушуючи британців модернізувати свій протиповітряний захист. Перші рейди були схвалені кайзером у січні 1915 року. Цілі були військовими, але рейди відбувалися вночі після того, як комендантська година стала обов'язковою, на схід Англії безладно падало багато бомб.
Перший наліт відбувся 19 січня 1915 року, це було перше повітряне бомбардування мирного населення. Два цепеліни скидають 50-кілограмові фугасні бомби та неефективні 3-кілограмові запальні бомби на Кінгс-Лінн, Грейт-Ярмут та навколишні села. Британська оборона спочатку була поділена між Королівським флотом і армією (остання взяла повний контроль у лютому 1916 року), а кілька кулеметів калібру 4 дюйми (10 см) було перетворено на зенітні кулемети. З'являються пошукові прожектори, спочатку в руках поліції, яка приймає хмари за атакуючі цепеліни. Протиповітряна оборона від цепелінів недостатня, страждає, перш за все, через відсутність прицільних пристроїв. Перші успіхи, досягнуті в боротьбі з дирижаблями, були досягнені бомбардуванням їх з літаків. Першою людиною, яка збила цепелін у такий спосіб, був Р. А. Дж. Уорнефорд з Королівської військово-морської авіації на літаку Morane Parasol 7 червня 1915 року. Скинувши шість 9-кілограмових бомб, він підпалив LZ 37 над Гентом і був нагороджений Victoria Cross.
Рейди тривають і в 1916 році; у травні Лондон випадково бомблять. У липні кайзер санкціонує рейди безпосередньо проти міських центрів. Було здійснено двадцять три нальоти дирижаблів, які скинули загалом 125 тонн бомб, убивши 393 і поранивши 691. Засоби протиповітряної оборони стають ефективнішими, і з'являються нові цепеліни, максимальна висота яких подвоюється з 1800 м до 3750 м. Щоб уникнути прожекторів, ці літальні апарати літають якомога вище над хмарами, спускаючи спостерігача крізь шар хмар, щоб керувати бомбардуванням. Ця підвищена безпека була компенсована додатковими обмеженнями на екіпаж і появою в середині 1916 року винищувачів, що стріляли вперед. Перший цепелін у цих умовах був збитий Вільямом Ліф-Робінсоном 2 вересня 1916 року.
Париж бомбардували лише двічі у ніч з 20 на 21 березня 1915 року та в ніч з 29 на 30 січня 1916 року, внаслідок чого було 66 жертв, у тому числі 27 вбитих.
Поява ефективних винищувачів означає кінець загрози цепелінів. Вводяться в експлуатацію нові цепеліни, здатні працювати на висоті 5500 м, але піддавання їх впливу екстремальних холодів і поривів вітру, може розпорошити численні рейди цепелінів. У 1917 і 1918 роках було здійснено лише одинадцять нальотів на Англію, останній відбувся 5 серпня 1918 року. Капітан корвета Пітер Штрассер, командувач відділу морської аеронавтики, гине під час цього нальоту. У цій ролі їх замінять двомоторні бомбардувальники Gotha G.
Всього за роки війни було побудовано вісімдесят вісім цепелінів. Більше шістдесяти втрачено, половина з них внаслідок аварій інша від рук ворога. Було здійснено 51 рейд, скинуто майже 200 тонн у 5800 бомбах, убито 557 і поранено 1358. Стверджується, що рейди були ефективнішими, ніж вказує завдана шкода, зірвали військові зусилля та мобілізували дванадцять ескадрилій винищувачів і 10 000 чоловік для протиповітряної оборони.

#### Технічний прогрес
Крім стратегічних питань, технологія цепелінів значно вдосконалюється під тиском попиту на військові потреби. Ближче до кінця війни компанія «Цепелін» заснувала багато філіалів у різних частинах Німеччини з ангарами ближче до фронту, ніж Фрідрішафен, постачаючи літальні апарати довжиною близько 200 м і більше та об'ємом від 56 000 до 69 000 м³. Ці дирижаблі можуть перевозити вантажі від 40 до 50 тонн і розвивати швидкість від 100 до 130 км/год, використовуючи п'ять або шість двигунів Maybach потужністю близько 260 к.с. кожен.
Рятуючись від ворожого вогню, цепеліни досягають висоти 7600 м, а також здатні літати на далекі відстані. Наприклад, LZ 104 «L 59», що базувався в Ямболі (Ямбол) у Болгарії, був відправлений для посилення військ у німецькій східній Африці (нині Танзанія) у листопаді 1917 року. Літальний апарат не прибув вчасно і мав повернутися дізнавшись про поразку Німеччини від британських військ, але він подолав 6757 км за 95 годин і таким чином побив рекорд найдовшої дистанції.

#### Закінчення військового використання цепелінів
Поразка Німеччини у війні також ознаменувала кінець німецьких військових дирижаблів, оскільки союзники-переможці вимагали повного роззброєння німецьких військово-повітряних сил і поставки всіх літальних апаратів як військової репарації. Версальський договір містить статті, які прямо стосуються дирижаблів:
«Стаття 198.
До складу збройних сил Німеччини не входять військово-морські військово-повітряні сили. […] Жоден дирижабль не може бути збережений.
Стаття 202.
При застосуванні цього Договору всі військові та морські авіаційні матеріали […] повинні бути доставлені урядам головних союзників і асоційованих держав. […] зокрема, цей матеріал включатиме все: об'єкти під такими назвами, які використовувалися або були розроблені для військових цілей:

[…]
- Дирижаблі, здатні злітати, що виготовлялися, ремонтувалися чи складалися.
- Заводи для виробництва водню.
- Ангари та укриття для будь-яких літальних апаратів.

Очікуючи на поставку, дирижаблі будуть, коштом Німеччини, надуватися воднем; фабрика з виробництва водню, а також укриття для дирижаблів можуть, на розсуд згаданих властей, бути залишені Німеччині до часу, коли дирижаблі будуть передані. […]»
23 червня 1919 року, за тиждень до підписання договору, кілька екіпажів цепелінів знищують свої літальні апарати в своїх ангарах, щоб запобігти їх поставці союзникам, наслідуючи приклад німецького флоту, який був затоплений двома днями раніше в Скапа-Флоу. Решта дирижаблів були передані Франції, Італії, Великобританії та Бельгії в 1920 році.
Франція використовуватиме LZ-114, перейменований на Dixmude, до 1923 року, коли він зникне в Середземному морі під командуванням Жана дю Плессі де Гренедана та пілотованим Сильвестром Маркаджі.
Під час Великої війни було використано 115 цепелінів. Ось їхня доля:
| Закінчення кар'єри           | Кількість |
| ---------------------------- | --------- |
| Знищені на ворожій території | 7         |
| Знищені в польоті            | 17        |
| Знищені при приземленні      | 19        |
| Знищені випадково            | 26        |
| Знищені в ангарі             | 8         |
| Пошкоджені                   | 7         |
| Передані союзникам           | 9         |
| Знищені Німеччиною           | 22        |

### Після Першої світової війни

#### Початок відродження
Граф фон Цепелін помер у 1917 році, і Еккенер змінив його на посаді глави компанії. У той час як Версальський договір усунув свого єдиного серйозного національного конкурента, Schütte-Lanz, який працював лише для військових дирижаблів, компанія Zeppelin зазнала значних труднощів у виробництві двох невеликих цепелінів: LZ 120 «Bodensee», який здійснив перший політ у серпні 1919 року, і у наступні два роки перевіз близько 4000 пасажирів; і LZ 121 «Nordstern», який планується для регулярного сполучення зі Стокгольмом.
Однак у 1921 році союзники вимагають, доставити ці два цепеліни як частину військових репарацій, і як компенсацію за дирижаблі, знищені їхніми екіпажами. Інші проєкти не можуть бути здійснені через заборону союзників. Це тимчасово припиняє виробництво цепелінів.
Однак Еккенер і його співробітники відмовляються здаватися і продовжують шукати інвесторів і шляхи обходу обмежень союзників. Нагода виникає в 1924 році. Сполучені Штати Америки почали експериментувати з жорсткими літальними апаратами, побудувавши один, ZR I «USS Shenandoah», і розмістивши замовлення в Англії. Однак англійський R 38, який планувалося перетворити на ZR II, був знищений 21 серпня 1921 року під час випробувального польоту в Англії перед доставкою до Сполучених Штатів.
За цих обставин Еккенеру вдається отримати замовлення на наступні американські дирижаблі. Звичайно, Німеччина повинна оплатити витрати на сам літальний апарат, оскільки вони підрахували як компенсацію за воєнні репарації, але для компанії Zeppelin це другорядне. Тож інженер д-р Дюрр розроблює LZ 126, і використовуючи весь досвід, накопичений роками, компанія нарешті завершує роботу над найкращим цепеліном згідно з графіком; він здійснив свій перший випробувальний політ 27 серпня 1924 року.
Жодна страхова компанія не видасть поліс на доставку в Лейкхерст, що, звичайно, передбачає трансатлантичний переліт. Еккенер, однак, був настільки впевнений у новому літальному апараті, що був готовий ризикнути всім капіталом компанії, і вранці 12 жовтня політ почався з ним як капітаном. Він не був розчарований, і він не зазнав жодних труднощів під час подорожі довжиною 8050 км, яку він здійснив за 81 годину і дві хвилини. Натовпи янкі з ентузіазмом святкують його прибуття, оскільки президент Келвін Кулідж запрошує екіпаж і називає новий літальний апарат «ангелом миру».
Під новою назвою USS Los Angeles (ZR-3) він стає найуспішнішим американським дирижаблем. Він надійно працював протягом восьми років, поки його не було виведено з використання в 1932 році з економічних причин і демонтовано в серпні 1940 року.

#### Золотий вік авіації цепелінів
Хоча компанія відновила свою лідерську роль у виробництві жорстких літальних апаратів, вона ще не повністю консолідувалася. Забезпечення необхідних коштів для наступного проєкту є важкою роботою в умовах післявоєнної економічної ситуації в Німеччині, і Еккенер потребує двох років політичного впливу та роботи в державному секторі, щоб забезпечити виробництво LZ 127.
Ще через два роки, 18 вересня 1928 року, новий дирижабль, названий «Граф Цепелін» на честь графа, здійснив перший політ. З загальною довжиною 236,6 м і об'ємом 105 000 м³ він стає найбільшим дирижаблем.
Початкова ідея Еккенера полягала в тому, щоб використовувати LZ 127 «Граф Цепелін» для експериментів і демонстраційних цілей, щоб підготувати шлях для регулярних комерційних подорожей, перевозячи пасажирів і пошту. У жовтні 1928 року літальний апарат здійснив першу далеку поїздку до Лейкхерста, де Еккенера та його команду зустріли парадом у Нью-Йорку. Потім Граф Цепелін гастролював по Німеччині та відвідав Італію, Палестину та Іспанію. Друга експедиція до Сполучених Штатів була перервана у Франції в травні 1929 року через низку відмов двигунів.
У серпні 1929 року LZ 127 здійснив ще один подвиг: повну навколосвітню подорож. Зростання популярності «гіганта в повітрі» сприяє виявленню «спонсорів». Одним із них є американський газетний магнат Вільям Рендолф Герст, який закликає офіційно розпочати тур у Лейкхерсті. Звідти «Граф Цепелін» спочатку летить до Фрідрішафена, далі до Токіо, Лос-Анджелеса та назад до Лейкхерста. Подорож триває 21 день 5 годин 31 хвилину. Включаючи переміщення до і після між Лейкхерстом і точкою відправлення, дирижабль подолав 49 618 км.
Наступного року «Граф Цепелін» здійснив кілька подорожей до Європи, потім, після подорожі до Південної Америки в травні 1930 року, було вирішено відкрити першу регулярну трансатлантичну лінію. Незважаючи на початок Великої депресії та зростаючу конкуренцію з літаками, LZ 127 щороку перевозить все більше пасажирів і пошти через океан до 1936 року. Крім того, у липні 1931 року літальний апарат здійснює наукову подорож до Арктики; це була мрія графа двадцять років тому, але вона не здійснилася з початком війни.
Еккенер хоче додати до успіху цього літального апарата ще один подібний, запланований як LZ 128. Однак катастрофічна аварія британського дирижабля R 101 у 1931 році призвела до того, що компанія Zeppelin поставила під сумнів безпеку заповнених воднем суден, і від цього вибору відмовилися, для нового проєкту, LZ 129 стане останнім дирижаблем, наповненим воднем, який і стане причиною його пожежі в Лейкхерсті 6 травня 1937 року.

#### Занепад
Однак з 1933 року встановлення нацистської диктатури над Німеччиною починає затьмарювати справи компанії. Нацисти не зацікавлені в ідеалі Еккенера мирного транспортування людей; добре знаючи, що дирижаблі будуть марними на війні, вони віддали перевагу розвитку літаків.
З іншого боку, вони прагнуть використовувати популярність літальних апаратів для своєї пропаганди. Оскільки Еккенер відмовляється співпрацювати, монополію отримує Герман Герінг. Цепеліни тепер мають відображати нацистську свастику на своїх елеронах і іноді кружляти по Німеччині, щоб навчати людей розкиданням листівок, маршовою музикою та громовими промовами з неба.
4 березня 1936 року LZ 129 «Гінденбург», названий на честь президента Німеччини Пауля фон Гінденбурга, здійснив свій перший рейс. Однак через нову політичну ситуацію Еккенер не отримав гелію, щоб його надути. Лише Сполучені Штати володіють рідкісним газом у достатньо великих кількостях, а вони запровадили військове ембарго. Тому «Гінденбург», як і його попередники, наповнили легкозаймистим воднем. Окрім пропагандистських місій, LZ 129 починає трансатлантичні рейси з «Графом Цеппеліном».
6 травня 1937 року, коли він приземлився в Лейкхерсті, задня частина літального апарата, яка була близько до пілона, загорілася, і через кілька секунд цепелін спалахнув. Причини катастрофи Гінденбурга залишаються невідомими; попри численні припущення про диверсію (за участю як нацистів, так і їхніх ворогів), думка більшості схиляється до теорії аварії, де нове покриття дирижабля могло відіграти ключову роль. Було 36 загиблих, з яких 35 з 97 людей на борту, плюс одна людина на землі.
Хоч би якою була причина, пожежа надовго поклала край цьому виду транспорту. Віра громадськості в безпеку дирижаблів похитнулася, і політ пасажирів у наповнених воднем суднах стає немислимим. LZ 127 «Граф Цеппелін» був знятий з експлуатації через два дні і здійснив останній некомерційний політ 18 червня 1937 року і став музеєм. Еккенер продовжував спроби отримати гелій для аналогічного літального апарата LZ 130 «Граф Цеппелін II», але безуспішно. Новий флагман був закінчений в 1938 році і, заправлений воднем, здійснив кілька випробувальних польотів (перший — 14 вересня), але на ньому так і не було пасажирів. Інший проєкт LZ 131, який мав стати ще більшим, ніколи не просувається далі кількох кілець-скелетів.
Остаточний кінець приходить із початком Другої світової війни. У березні 1940 року Герінг наказав знищити кораблі, що залишилися, а шматки алюмінію пішли у військову промисловість.

## Інші схожі дирижаблі
Літальні апарати, які використовують методи конструювання цепелін, іноді називають цепелінами, навіть якщо вони не були побудовані компанією. Кілька таких дирижаблів були побудовані в Сполучених Штатах, Великій Британії, Італії та Радянському Союзі в 1920-х і 1930-х роках, більшість з них базувалися на захоплених або розбитих цепелінах.
Першим побудований американцями був дирижабль «USS Shenandoah» («дочка зірок», де ZR означає «Жорсткий цепелін»), який здійснив політ у 1923 році. Корабель був охрещений 20 серпня в Лейкхерсті, і він був першим, у якому використовувався гелій. Він пройшов льотні випробування 3 вересня. Він може перевозити велику кількість палива, щоб проїхати 8000 км із середньою швидкістю 90 км/год. У цей час гелій настільки дефіцитний, що Шенандоа містить майже всі світові запаси. Крім того, коли Лос-Анджелес доставляється, він спочатку наповнюється гелієм із ZR I.
Пізніше серія катастроф із загиблими поставила хрест на будівництві цепелінів у США.

## Нові цепеліни
З економічної точки зору досить дивно, навіть у 1930-х роках, що цепеліни могли конкурувати з іншими засобами перетину Атлантики. Їхня перевага полягає в тому, що вони перевозять значно більше пасажирів, ніж літаки того часу, забезпечуючи при цьому задоволення, яке можна порівняти з розкішшю подорожі на океанському лайнері. Менш важливо те, що ця технологія є потенційно більш ефективною за витратою пального, ніж літаки (важчі за повітря). З іншого боку, його використання є дуже вимогливим, особливо з точки зору персоналу. Часто кількість екіпажу перевищує кількість пасажирів на борту, і для допомоги при зльоті та посадці потрібні великі екіпажі. А для розміщення цепелінів, таких як «Гінденбург», потрібні великі ангари.
У наші дні з великими, швидкими та ефективними літаками важко виправдати, що величезні літальні апарати знову можуть працювати прибутково в регулярних пасажирських перевезеннях, навіть якщо ідея відносно повільного та «величного» круїзу на відносно низькій висоті, безумовно, зберегла певну привабливість.
Існували ніші для літальних апаратів під час і після Другої світової війни, такі як довготривале спостереження та реклама; однак для цього, як правило, потрібні лише невеликі та адаптовані літальні апарати, і з головною перевагою конструкції «цеппелін» у будівництві дуже великих суден, здатних піднімати дуже важкі вантажі, ці функції, як правило, набагато краще виконуються найменш дорогими блімпами.
Періодично висловлювалися припущення, що концепція цепеліна могла б бути привабливою для транспортування вантажів, особливо для доставки важких вантажів із поганою інфраструктурою. Одним із останніх проєктів такого роду був проєкт Cargolifter з гібридною конструкцією (тобто не повністю цепелін), навіть більший, ніж «Гінденбург». Близько 2000 року це випробування стало досить значним: у Брізен-Бранді, приблизно за 60 км на південь від Берліна, було споруджено величезний ангар. Однак у травні 2002 року на амбітний проєкт закінчилися гроші, і компанії довелося подати на ліквідацію.
В 1990 роки наступник оригінальної компанії у Фрідріхшафені, Zeppelin Luftschifftechnik GmbH, знову почав будувати літальні апарати з більш розумними цілями. Перший експериментальний літальний апарат типу «Цеппелін NT» під назвою «Фрідріхшафен» здійснив політ у вересні 1997 року. Хоча цепеліни «нової технології» більші за звичайні блімпи, вони набагато менші за своїх гігантських предків і не є цепелінами в класичному розумінні, а лише високотехнологічними напівжорсткими гібридними літальними апаратами. На додаток до більшого корисного навантаження, їх головними перевагами перед блімпами є більша швидкість і відмінна маневреність. Zeppelin NT виробляється серійно та рентабельно експлуатується для веселих поїздок, дослідницьких польотів тощо.
Наприкінці жовтня 2004 року NT, який планується доставити до Японії, досяг швидкості 111,8 км/год.

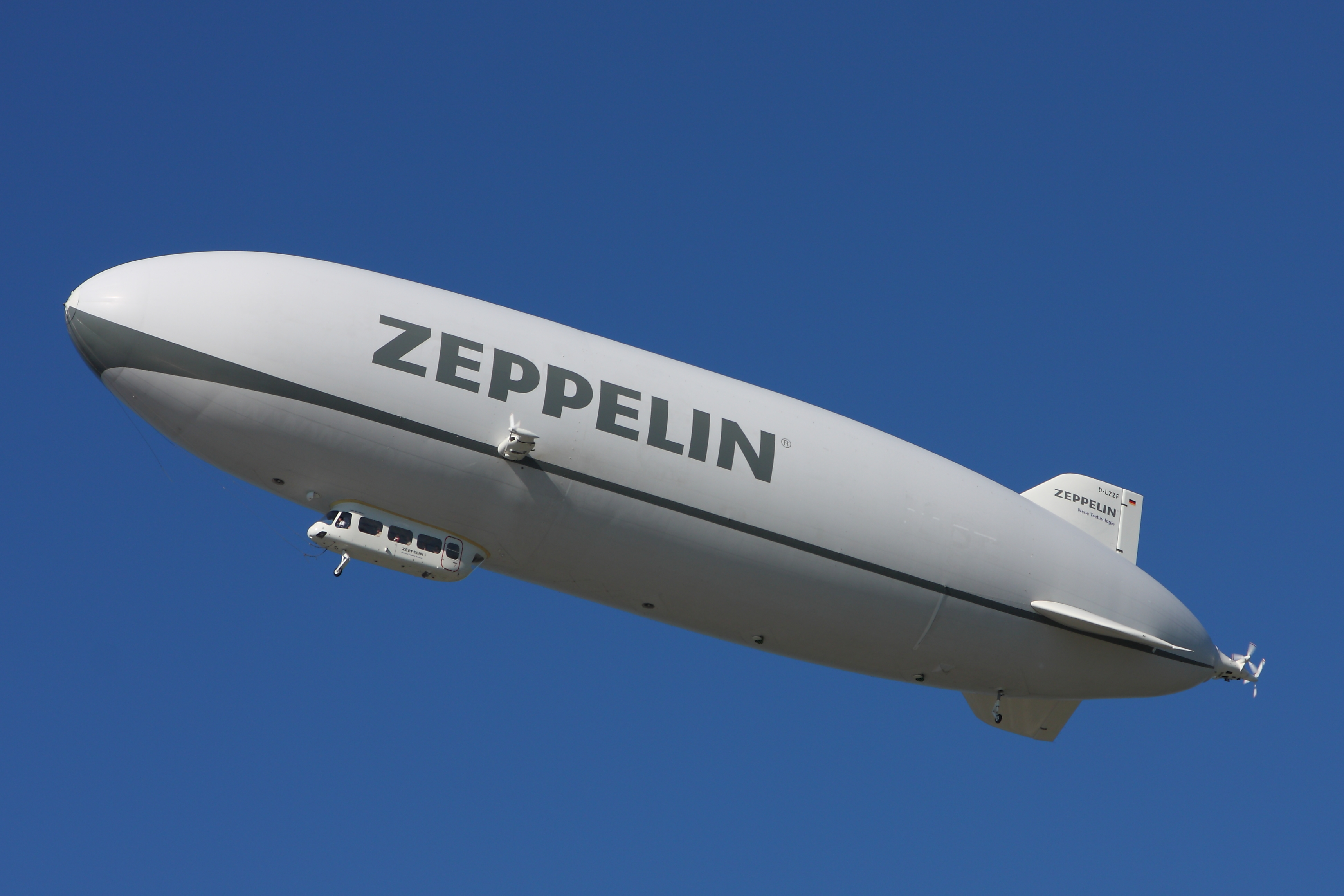
Un Zeppelin NT.

У серпні 2005 року третій Zeppelin NT був виготовлений і відправлений до Південної Африки для наступного дворічного завдання De Beers. Після перельоту з Фрідрішафена до Амстердама його транспортували на поромі так само, як цепелін «Йокосо Японія», який був доставлений в Японію в період з грудня 2004 по січень 2005 року. Головним завданням цепеліна було дослідження нових родовищ алмазів в Південній Африці. Zeppelin NT повинен був забезпечити унікальну платформу для цих досліджень, забезпечуючи вдосконалення поточних систем. Але сильні вітри відірвали його від причалу біля шахти Jwaneng, після цієї аварії, яка сталася 20 вересня 2007 року, ремонт був неможливий.
26 червня 2008 року четвертий дирижабль Zeppelin NT отримав дозвіл FAA (Federal Aviation Administration).
З серпня 2013 року французька компанія AirShip Paris пропонує туристичні рейси Zeppelin NT з аеродрому Понтуаз / Кормей-ан-вексен, дозволяючи відвідувачам відкривати для себе замки Версаль і Шантійї з повітря.

## Головні характеристики
Найголовнішою особливістю дизайну цепелінів є жорсткий каркас зі сплаву металів, зроблений із кілець і подовжніх ріґелів. Перевагою такої концепції є можливість будівництва дирижаблів великих розмірів (від 50 тис.куб.м до 200 тис. куб.м), що дає їм можливість піднімати важчі вантажі і бути обладнаними більшою кількістю потужніших двигунів проти нежорстких, зазвичай відомих як аеростати — «блімпи», які покладаються на хитку перекомпресію одного балону для підтримування своєї форми. Зазвичай «блімпи» мають газовиміщення від 1 тис.куб.м до 10 тис.куб.м.
Помешкання (відсіки) для пасажирів і команди було вбудовувано у дно каркаса (рамки), у спеціальній гондолі. У великих цепелінах це був не єдиний придатний для житла простір, вони переносили команду або вантаж усередині із аеродинамічних причин. Велетенські цепеліни «золотої епохи», такі як «Граф Цеппелін» (LZ-127) та «Гінденбург» (LZ-129) визначалися розкішним інтер'єром пасажирських приміщень. На трансатлантичному повітряному лайнері «Гінденбург» пасажири мали окремі двомісні каюти з комфортними ліжками, палуби для променаду, ресторан, туалети. Окрема кімната призначалася для куріння. Також у бібліотеці було розміщено рояль.